# Yacuíba
Yacuíba è un comune (municipio in spagnolo) della Bolivia nella provincia di Gran Chaco (dipartimento di Tarija) con 138 414 abitanti (dato 2010).

## Cantoni
Il comune è suddiviso in 3 cantoni:
- Aguayrenda
- Caiza
- Yacuíba